# ناو نیسشین
ناو نیسشین (به انگلیسی: Japanese cruiser Nisshin) یک کشتی بود که طول آن ۱۰۸٫۸ متر (۳۵۶ فوت ۱۱ اینچ) بود. این کشتی در سال ۱۹۰۳ ساخته شد.